# Киджан (железнодорожная станция)
Станция «Киджан» (кор. 기장역 Киджаннёк) — железнодорожная станция Корейских железных дорог на линии Тонхэсон. Расположена в Чхонган-ни уездного города Киджан-ып уезда Киджан-гун города-метрополии Пусан, Республика Корея. Станция была открыта 16 декабря 1934 года.